# Thuyết nhật tâm

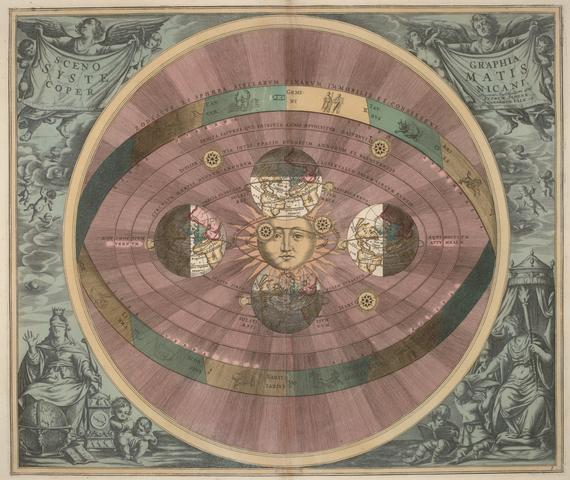
Hệ Mặt Trời với Mặt Trời ở trung tâm

Hệ nhật tâm (bên dưới) so sánh với mô hình địa tâm (bên trên)

Trong thiên văn học, mô hình nhật tâm là lý thuyết cho rằng Mặt Trời nằm ở trung tâm của vũ trụ và/hay của Hệ Mặt Trời. Từ này (heliocentrism) có nguồn gốc từ tiếng Hy Lạp (helios = "Mặt Trời" và kentron = "trung tâm"). Về mặt lịch sử, hệ nhật tâm đối lập với hệ địa tâm và hiện nay là với thuyết địa tâm hiện đại, cho rằng Trái Đất nằm ở trung tâm. (Sự phân biệt giữa Hệ Mặt Trời và Vũ trụ là không rõ ràng cho tới tận thời hiện đại, nhưng đặc biệt quan trọng cho sự tranh cãi về vấn đề vũ trụ học và tôn giáo.) Trong thế kỷ 16 và 17, khi lý thuyết này được Copernicus, Galileo và Kepler đưa ra và ủng hộ, nó trở thành trung tâm của một cuộc tranh cãi lớn.

## Sự phát triển của thuyết nhật tâm

Quan sát Tinh tượng Thiên tượng theo thuyết Nhật tâm Đông phương

Đối với bất kỳ một người nào đứng nhìn lên bầu trời, có vẻ rõ ràng rằng Trái Đất đứng yên vị trong khi mọi vật trên bầu trời mọc và lặn hay quay quanh nó hàng ngày. Quan sát trong một thời gian lâu hơn, họ sẽ thấy nhiều chuyển động phức tạp hơn. Mặt Trời chuyển động chậm chạp theo hình tròn trong năm; các hành tinh có các chuyển động tương tự nhau, nhưng thỉnh thoảng chúng quay vòng và di chuyển ngược lại trong một khoảng thời gian (chuyển động lùi). Khi các chuyển động đó ngày càng được tìm hiểu kỹ hơn, càng ngày càng cần có những miêu tả tỉ mỉ hơn, cách miêu tả nổi tiếng nhất là hệ Ptolemy, được hình thành từ thế kỷ thứ 2.

### Ấn Độ cổ đại
Những dấu vết sớm nhất về một ý tưởng đi ngược trực giác cho rằng Trái Đất trên thực tế đang quay quanh Mặt Trời và Mặt Trời là trung tâm của Hệ Mặt Trời (đó chính là khái niệm của thuyết nhật tâm) đã được tìm thấy trong nhiều văn bản kinh Vệ Đà tiếng Phạn được viết trong thời Ấn Độ cổ đại. Yajnavalkya (khoảng thế kỷ 9–thế kỷ 8 TCN) ghi nhận rằng Trái Đất có hình cầu và rằng Mặt Trời là "trung tâm của vũ trụ" như được miêu tả trong kinh Vệ đà ở thời ấy. Trong bài viết về thiên văn học của mình Shatapatha Brahmana (8.7.3.10) cho rằng: "Mặt Trời treo các thế giới - Trái Đất, các hành tinh, khí quyển - vào mình bằng một sợi chỉ." Ông nhận rằng Mặt Trời lớn hơn nhiều so với Trái Đất, và đây là điều ảnh hưởng tới khái niệm thuyết nhật tâm sơ khai này. Ông cũng đã đo chính xác các khoảng cách từ Trái Đất đến Mặt Trời và Mặt Trăng bằng 108 lần đường kính các thiên thể đó, khá gần với con số ngày nay là 107.6 với Mặt Trời và 110.6 với Mặt Trăng. Ông cũng đã miêu tả một loại lịch trong cuốn Shatapatha Brahmana.
Văn bản Vệ Đà tiếng Phạn Aitareya Brahmana (2.7) (khoảng thế kỷ 9–8 TCN) cũng nói rằng: "Mặt Trời không lặn cũng không mọc. Khi con người nghĩ rằng Mặt Trời đang lặn, nó không làm như vậy; vì thế đó là sự hiểu lầm." Văn bản này chỉ ra rằng Mặt Trời đứng yên (vì thế Trái Đất di chuyển quanh nó), điều này đã được trình bày chi tiết hơn trong một bản bình luận thời sau Vishnu Purana (2.8) (khoảng thế kỷ thứ 1), nói rằng: "Mặt Trời luôn đứng yên, trong ngày. [...] Vì Mặt Trời, luôn đứng yên tại chỗ, nên nó không lặn cũng không mọc."

### Hy Lạp cổ đại
Ở thế kỷ thứ 4 TCN, trong Chương 13 Quyển hai bộ Về bầu trời Lưu trữ ngày 14 tháng 3 năm 2005 tại Wayback Machine (On the heavens), Aristotle đã viết rằng "Ở trung tâm, họ [những người theo trường phái Pytago] nói, là ngọn lửa, và Trái Đất là một trong những ngôi sao, tạo nên ngày và đêm bởi các chuyển động hình tròn của chúng quanh trung tâm." Những lý do của sự sắp đặt này là vì triết học dựa trên các nguyên tố cổ điển chứ không phải khoa học; ngọn lửa có tầm quan trọng lớn hơn Trái Đất theo quan điểm của trường phái Pytago, và vì lý do này ngọn lửa phải nằm ở trung tâm. Tuy nhiên ngọn lửa trung tâm không phải là Mặt Trời. Những người theo Pytago tin rằng Mặt Trời cũng như toàn bộ các vật thể khác đều quay quanh ngọn lửa trung tâm. Aristotle đã từ bỏ lý thuyết này và ủng hộ thuyết địa tâm.

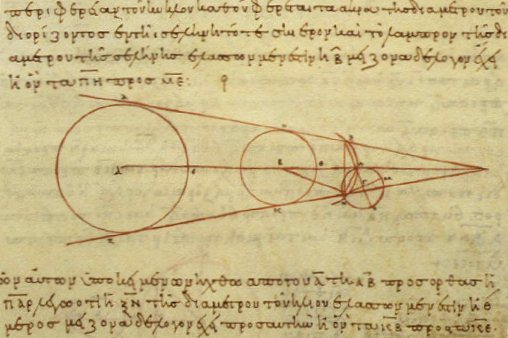
Những tính toán của Aristarchus về kích thước so sánh của Trái Đất, Mặt Trời và Mặt Trăng ở thế kỷ thứ 2 TCN

Heraclides xứ Pontus (thế kỷ thứ 4 TCN) đã giải thích chuyển động biểu kiến hàng ngày của các thiên thể thông qua sự tự quay của Trái Đất, và có lẽ cũng đã nhận ra rằng Sao Thủy và Sao Kim quay quanh Mặt Trời. Tuy nhiên, người đầu tiên đề xuất hệ nhật tâm là Aristarchus xứ Samos (khoảng 270 TCN). Không may thay những ghi chép của ông về hệ nhật tâm không còn nữa, nhưng chúng ta có được một số thông tin chủ chốt của hệ thống nay thông qua các tác giả khác (người quan trọng nhất là Archimedes, ông sống ở thế kỷ thứ 3 TCN và vì thế có được kiến thức trực tiếp từ các tác phẩm của Aristarchus). Khi Aristarchus viết các tác phẩm của mình, kích thước Trái Đất đã được Eratosthenes tính toán khá chính xác. Aristarchus cũng đo đạc kích thước Trái Đất, và kích thước cũng như khoảng cách của Mặt Trăng và Mặt Trời, chúng được ghi lại trong một bản luận văn may mắn còn tồn tại. Phương pháp hình học của ông là chính xác, nhưng nó đòi hỏi phải vượt qua khó khăn khi đo góc giữa Mặt Trời và Mặt Trăng khi Mặt Trăng nằm ở góc một phần tư thứ nhất và cuối cùng, hơi nhỏ hơn 90 độ. Aristarchus đã ước tính góc quá rộng và vì thế ước tính kích thước cũng như khoảng cách của Mặt Trời nhỏ hơn thực tế (dù các con số của ông về Mặt Trăng khá chính xác). Tuy nhiên, điều quan trọng là cách tiếp cận khoa học của Aristarchus, và kết luận rằng Mặt Trời lớn hơn nhiều so với Trái Đất. Có lẽ, như nhiều người đã từng đề xuất, khi xem xét những con số đó Aristarchus đã cho rằng có lẽ cho Trái Đất đang chuyển động thì đúng hơn là Mặt Trời vĩ đại chuyển động quanh Trái Đất.
Công trình đầu tiên của Aristarchus về hệ nhật tâm không còn nữa và chỉ được biết tới thông qua ghi chép của những người khác; vì thế ta không chắc chắn được về sự lý luận của ông với vấn đề đó. Dù có lẽ rằng ông đã hiểu vấn đề thị sai của các ngôi sao: nếu Trái Đất chuyển động qua những khoảng cách lớn khi quay quanh Mặt Trời, thì ở khoảng cách gần hơn các định tinh phải có khác biệt so với khoảng cách xa, tương tự như những quả đồi ở gần sẽ có vị trí sai khác so với các ngọn núi ở xa khi ta di chuyển. Aristarchus đã giải thích hiện tượng không quan sát thấy thị sai đó bằng cách cho rằng các ngôi sao ở những khoảng cách quá xa: khoảng cách mặt cầu của các định tinh so với quỹ đạo Trái Đất tương tự với bề mặt của một mặt cầu so với tâm của nó. (Archimedes đã miêu tả và cho rằng lý lẽ này do Aristachus đưa ra ở lời mở đầu cuốn Người đếm cát (The Sand Reckoner).) Điều này khiến các ngôi sao nằm ở khoảng cách rất lớn; dù ông muốn dùng đúng nghĩa đen, hay chỉ muốn thể hiện một tỷ lệ khoảng cách cực lớn, thì hiện nay ta cũng không thể xác định chắc chắn điều đó. (Vì cách giải thích của ông tỏ ra chính xác, dù các khoảng cách là có hạn; thị sai sao chỉ được quan sát thấy ở thế kỷ 19.)
Mô hình nhật tâm của Aristarchus được Archimedes đề cập tới trong cuốn Người đếm cát. Mục đích của cuốn sách này là chứng minh rằng những con số cực lớn, thậm chí số lượng những hạt cát đủ để lấp đầy vũ trụ, cũng có thể được thể hiện bằng toán học và không nên biểu diễn chúng một cách ước lượng là "vô vàn". Ông đã lấy mô hình vũ trụ rộng lớn nhất từng có, mô hình vũ trụ Aristarchus, để tính toán số lượng cát cần thiết đổ đầy vào đó. Chỉ ra rằng về mặt toán học, sẽ không có ý nghĩa gì khi nói về một tỷ lệ giữa bề mặt của một mặt cầu và tâm của nó, bởi vì nó không có độ rộng lớn, Archimedes kết luận rằng khoảng cách giữa các định tinh có cùng quan hệ với bán kính của quỹ đạo Trái Đất bởi vì quỹ đạo đó cũng có quan hệ với chính Trái Đất. Theo những điều kiện đó, chúng ta có thể chứng minh rằng thị sai sao đã vượt quá khả năng quan sát để phát hiện thấy của thời kỳ đó, đúng như thực tế.  Lưu trữ ngày 8 tháng 8 năm 2004 tại Wayback Machine Tuy nhiên, không có dấu hiệu cho thấy cả Aristarchus hay Archimedes đã thực sự tranh luận vấn đề thị sai sao và coi đó là cách để xác định việc liệu Trái Đất có thực sự chuyển động không.
Một nhà thiên văn Hy Lạp khác, Seleukos xứ Seleucia, đã chấp nhận mô hình nhật tâm của Aristarchus, và theo Plutarch ông đã chứng minh nó.

### Ấn Độ trung cổ
Nhà thiên văn học-toán học người Ấn Độ Aryabhata (476–550), trong kiệt tác Aryabhatiya của mình đã đề xuất một mô hình nhật tâm theo đó Trái Đất quay quanh trục của nó và các chu kỳ [quỹ đạo] của các hành tinh cũng được tính toán dựa trên mô hình Mặt Trời đứng yên. Ông cũng là người đầu tiên khám phá ra rằng ánh sáng từ Mặt Trăng và các hành tinh là sự phản xạ ánh sáng từ Mặt Trời, và rằng cách hành tinh chuyển động theo một quỹ đạo hình elíp quanh Mặt Trời, và vì thế đề xuất một mô hình [quỹ đạo] elíp lệch tâm của các hành tinh, dựa theo đó ông đã tính toán chính xác nhiều hằng số thiên văn học, như những khoảng thời gian nhật thực và nguyệt thực, và chuyển động ở một thời điểm nào đó của Mặt Trăng (được thể hiện như một phương trình vi phân). Bhaskara (1114–1185) đã mở rộng mô hình nhật tâm của Aryabhata trong bản luận thiên văn học Siddhanta-Shiromani của mình, trong đó ông đã đề cập tới định luật hấp dẫn, khám phá ra rằng các hành tinh không quay quanh Mặt Trời với một tốc độ đồng nhất, và tính toán chính xác nhiều hằng số thiên văn học dựa trên mô hình đó, như nhật thực và nguyệt thực, các tốc độ và các chuyển động ở một thời điểm nào đó của các hành tinh. Bản dịch tiếng Ả Rập cuốn Aryabhatiya của Aryabhata đã có từ thế kỷ thứ 8, trong khi các bản dịch tiếng Latin mãi tới thế kỷ 13 mới xuất hiện, trước khi Copernicus viết cuốn Về chuyển động quay của các thiên thể, vì thế có lẽ tác phẩm của Aryabhata đã có ảnh hưởng trên ý tưởng của Copernicus.

### Thế giới Hồi giáo
Kinh Qur'an (Surah 36. Yaseen) nói rằng:
38. Mặt Trời chạy tới điểm ngừng cố định của nó; đó là lệnh của Đấng toàn năng và Nhà tiên tri.
39. Và Mặt Trăng, chúng ta đã xác định nó trong những pha cho tới khi nó quay trở lại như một cành cọ khô.
40. Mặt Trời không chạy nhanh hơn Mặt Trăng, cũng như ngày không nhanh hơn đêm. Mỗi cái đều trôi nổi trên một quỹ đạo.
Nhà khoa học Hồi giáo Ba Tư Nasir al-Din Tusi (1201–1274) đã giải quyết các vấn để chủ yếu trong hệ thống Ptolemy bằng cách phát triển Tusi-couple thành thứ thay thế cho tâm sai khó hiểu về vật lý của Ptolemy. Nhà khoa học Hồi giáo Mu'ayyad al-Din al-'Urdi (khoảng 1250) đã phát triển bổ đề Urdi (Urdi lemma). Nhà thiên văn học Hồi giáo Ả Rập ibn al-Shatir (1304–1375), trong tác phẩm Kitab Nihayat as-Sul fi Tashih al-Usul (Tìm hiểu lần cuối về sự sửa chữa Lý thuyết hành tinh) của mình đã loại bỏ tâm sai bằng cách đưa ra một ngoại luân nữa, thoát khỏi hệ thống của Ptolemy theo cách sau này Copernicus cũng đã thực hiện. Ibn al-Shatir đề xuất một hệ chỉ tương tự với mô hình địa tâm, chứ không hoàn toàn chính xác như vậy, khi đã chứng minh theo lượng giác rằng Trái Đất thực sự không phải là trung tâm vũ trụ. Sự sửa đổi của ông sau này đã được dùng lại trong mô hình Copernicus, cùng với Tusi-couple và bổ đề Urdi.
Những bản ghi chép còn sót lại về Tusi, al-Urdi và Ibn al-Shatir đều thuộc mô hình địa tâm, theo chiều hướng cho rằng Trái Đất đứng yên (thậm chí nếu nó không ở chính trung tâm của mọi chuyển động). Vai trò của những lý thuyết này đối với sự phát triển thuyết nhật tâm sau này hiện vẫn chưa được hiểu rõ.

### Châu Âu phục hưng

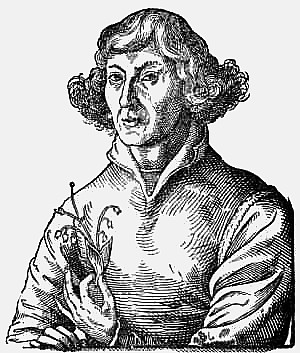
Nicolaus Copernicus, thế kỷ 16, đã mang lại những bước tiến bộ lớn cho mô hình nhật tâm

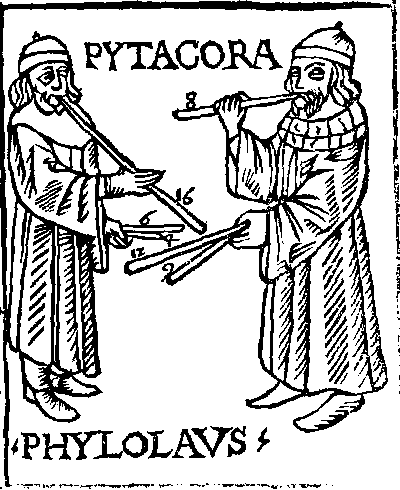
Pythagoras và Philolaus

Cần lưu ý quan niệm thông thường ở phương Tây cho rằng trước Copernicus khái niệm hệ nhật tâm chưa bao giờ xuất hiện, hay không được biết tới ở châu Âu là sai lầm. Không chỉ vì những văn bản tiếng Ả Rập ngày càng được dịch nhiều sang tiếng Latin sau thế kỷ 11 (nhờ ngày càng có nhiều sự tiếp xúc với thế giới Ả Rập/Hồi giáo do những chiến binh thập tự chinh mang lại), mà còn bởi những nhà thám hiểm, các thương gia xuất hiện nhiều hơn ở châu Âu (có điều kiện thuận lợi hơn nhờ Pax Mongolica) khiến phương Tây biết được về truyền thống ủng hộ thuyết nhật tâm ở Ấn Độ với chi tiết như được trình bày ở trên. Và tất nhiên các học giả biết rõ về những cuộc tranh luận của Aristarchus và Philolaus, cũng như việc nhiều nhà tư tưởng cổ đại khác đã đề xuất (hay được cho là đã đề xuất) mô hình nhật tâm hay các quan điểm gần thuyết nhật tâm, như Hicetas và Heraclides Ponticus (Copernicus tất nhiên cũng biết điều này). Hơn nữa, một số nhà tư tưởng châu Âu cũng đã tranh luận về thuyết nhật tâm từ thời Trung Cổ: ví dụ Nicolas Oresme và Nicholas of Cusa. Tuy nhiên, đối với đa số các học giả ở giai đoạn này, thuyết nhật tâm có một vấn đề lớn và dễ nhận thấy: theo trực giác thông thường, nếu Trái Đất quay quanh trục và chuyển động quanh Mặt Trời, con người và đồ vật ở trên đó sẽ có xu hướng rơi hay bay vào vũ trụ; một vật thể rơi xuống từ trên tháp sẽ chạm đất ở đằng tây xa phía sau tháp bởi vì tháp đã quay đi cùng Trái Đất; và các ví dụ tương tự. Một câu trả lời cho những vấn đề đó đòi hỏi con người phải có hiểu biết sâu hơn về vật lý.
Dù có những vấn đề như vậy, ở thế kỷ 16, lý thuyết nhật tâm được Nicolaus Copernicus khôi phục lại, ở hình thức thích hợp với những quan sát thực tế thời đó. Lý thuyết này đã giải quyết các vấn đề về chuyển động lùi của hành tinh bằng cách lập luận rằng chuyển động đó chỉ là cái quan sát thấy bên ngoài và là chuyển động biểu kiến, chứ không phải chuyển động thực tế: đó là một hiệu ứng thị sai, giống như khi ta vượt qua một chiếc xe thì ta có cảm giác chiếc xe đó đang chuyển động lùi về phía chân trời. Vấn đề này cũng đã được giải quyết trong hệ thống địa tâm của Tycho Brahe; tuy nhiên, trong khi tìm cách bỏ đi các ngoại luân ông vẫn giữ lại và coi chuyển động tiến lùi của các hành tinh là chuyển động thực tế, chuyển động này được Kepler cho rằng có đặc điểm giống một "hình xoắn". Trong khi phát triển các lý thuyết của mình về chuyển động hành tinh, có lẽ Copernicus đã lấy ý tưởng từ trong các công trình của nhà thiên văn học người Ấn Độ là Aryabhata cho về thuyết nhật tâm của mình, và các nhà khoa học/thiên văn học Hồi giáo Nasir al-Din Tusi, Mu'ayyad al-Din al-'Urdi và ibn al-Shatir để giải quyết các vấn đề quan trọng trong hệ thống Ptolemy.

## Những tranh cãi tôn giáo về thuyết nhật tâm
Ngay từ thời Aristarchus, ở châu Âu ý tưởng nhật tâm đã bị chối bỏ vì bị coi là phản tôn giáo. Tuy vậy, vấn đề này không mang bất kỳ ý nghĩa quan trọng nào trong gần 2000 năm.
Nicolaus Copernicus đã xuất bản cuốn De Revolutionibus mang ý nghĩa quyết định về hệ thống của ông năm 1543. Copernicus đã bắt đầu viết nó năm 1506 và hoàn thành năm 1530, nhưng không cho xuất bản tới tận khi ông sắp qua đời. Dù ông có danh tiếng tốt với Giáo Hội và đã đề tặng một cuốn sách cho Giáo hoàng Paul III, cuốn sách được in ra vẫn có phần lời nói đầu không có chữ ký của Osiander cho rằng hệ thống này chỉ đơn giản là một cách thức toán học và không có ý định phủ định cho thực tế. Có lẽ vì phần lời nói đầu này, tác phẩm của Copernicus gây ra ít cuộc tranh luận về việc nó có phải là một cuốn sách dị giáo hay không trong 60 năm sau đó.
Thuật ngữ thời ấy cho một cách thức tính toán hoàn toàn hư cấu như vậy là giả thuyết. Để hiểu được các cuộc tranh cãi trong vòng 100 năm sau, cần nhớ rằng ý nghĩa hiện đại, một ý tưởng cần được xác nhận hay phủ nhận bởi thực nghiệm, đã chưa xuất hiện cho tới mãi về sau này.
Từ sớm trong những tín đồ Dòng tu Dominic đã có đề xuất cần cấm giảng dạy cuốn sách đó, nhưng dù sao việc này vẫn không xảy ra. Tuy nhiên trong thế kỷ 16, một số người Tin lành đã kịch liệt phản đối nó. Martin Luther từng nói:
"Đã có những lời nói về một nhà chiêm tinh mới, người muốn chứng minh rằng Trái Đất chuyển động và tự xoay quanh trục chứ không phải bầu trời, Mặt Trời, Mặt Trăng, cũng như nếu có một người đang ngồi trong một toa xe hay trên một chiếc tàu chuyển động sẽ thấy rằng anh ta đang đứng yên trong khi Trái Đất và cây cối chuyển động quanh mình. Nhưng đó là cách mọi thứ đang diễn ra ngày nay: khi một người muốn trở nên thông minh, anh ta sẽ cần phải phát minh ra một thứ gì đó đặc biệt, và cách thức thực hiện điều đó cũng phải là tốt nhất! Kẻ ngu muốn đảo lộn toàn bộ trật tự thiên văn học. Tuy nhiên, như Kinh Thánh linh thiêng đã dạy chúng ta, cũng như Joshua đã ra lệnh cho Mặt Trời đứng yên chứ không phải Trái Đất."
Những câu này được nói ra trong bối cảnh một cuộc tranh luận ở bữa ăn tối và không phải là một tuyên bố chính thức về đức tin. Tuy nhiên, Melanchthon đã phản đối học thuyết ấy trong nhiều năm.
Tuy nhiên, cùng với thời gian, Giáo hội Công giáo bắt đầu tỏ thái độ cứng rắn hơn trong việc bảo vệ quan điểm địa tâm. Giáo hoàng Urban VIII, người từng đồng ý cho Galileo xuất bản một cuốn sách về hai lý thuyết thế giới, đã trở thành thù địch với Galileo; có ý kiến cho rằng Giáo hoàng nghĩ Galileo đã nhạo báng ông trong cuốn Đối thoại về hai hệ thống chính của thế giới, dù không có nhiều bằng chứng về điều đó. (Nhân vật đại diện cho các quan điểm truyền thống trong cuộc đối thoại được đặt tên là "Simplicio", theo tên nhà triết học cổ điển Simplicius, người thời ấy được những tín đồ chủ nghĩa Plato mới kính trọng.) Cuối cùng, Cơ Đốc giáo trở thành phái đối chọi chủ chốt của quan điểm nhật tâm.
Hệ thống được ưa chuộng là hệ Ptolemy, trong đó Trái Đất nằm ở trung tâm vũ trụ và mọi thiên thể đều quay quanh nó. (Không nên lẫn lộn việc Cơ Đốc giáo ủng hộ thuyết địa tâm với ý tưởng về một Trái Đất phẳng, là cái chưa từng được Giáo hội ủng hộ.) Hệ Tycho đã sắp đặt ổn thỏa các vị trí của mô hình địa tâm, trong đó Mặt Trời quay quanh Trái Đất, trong khi các hành tinh quay quanh Mặt Trời giống như mô hình của Copernicus. Những nhà thiên văn học dòng Tên tại Roma ban đầu không đồng ý với hệ thống của Tycho; người nổi bật nhất là Clavius, ông đã bình luận rằng Tycho đã "lẫn lộn mọi thứ trong thiên văn học, bởi vì ông muốn đặt Sao Hỏa thấp hơn Mặt Trời." (Fantoli, 2003, p. 109) Nhưng khi cuộc tranh cãi ngày càng phát triển và Giáo hội có quan điểm cứng rắn hơn về các ý tưởng của Copernicus sau năm 1616, dòng Tên quay sang ủng hộ việc giảng dạy ý tưởng của Tycho; sau năm 1633, việc sử dụng hệ thống này hầu như đã trở thành bắt buộc. Vì tội đã đề xuất thuyết nhật tâm, Galileo đã bị quản thúc tại gia trong nhiều năm.
Tuy nhiên, nhà thần học đồng thời cũng là một mục sư Thomas Schirrmacher, đã biện hộ:
"Trái với truyền thuyết, hệ thống của Galileo và Copernican đã được các quan chức Giáo hội rất quan tâm. Galileo là nạn nhân của chính tính kiêu ngạo của mình, sự đố kị của các bạn đồng nghiệp và quan điểm chính trị của Giáo hoàng Urban VIII. Ông bị buộc tội không phải vì đã chỉ trích Kinh Thánh, mà vì đã bất tuân lệnh của Giáo hoàng."
Các nhà khoa học Cơ đốc cũng nói:
"Rõ ràng rằng việc đánh giá Galileo hay Copernicus là dị giáo không hề có ý nghĩa gì về mặt thần học hay tổng quát", (Heilbron 1999).

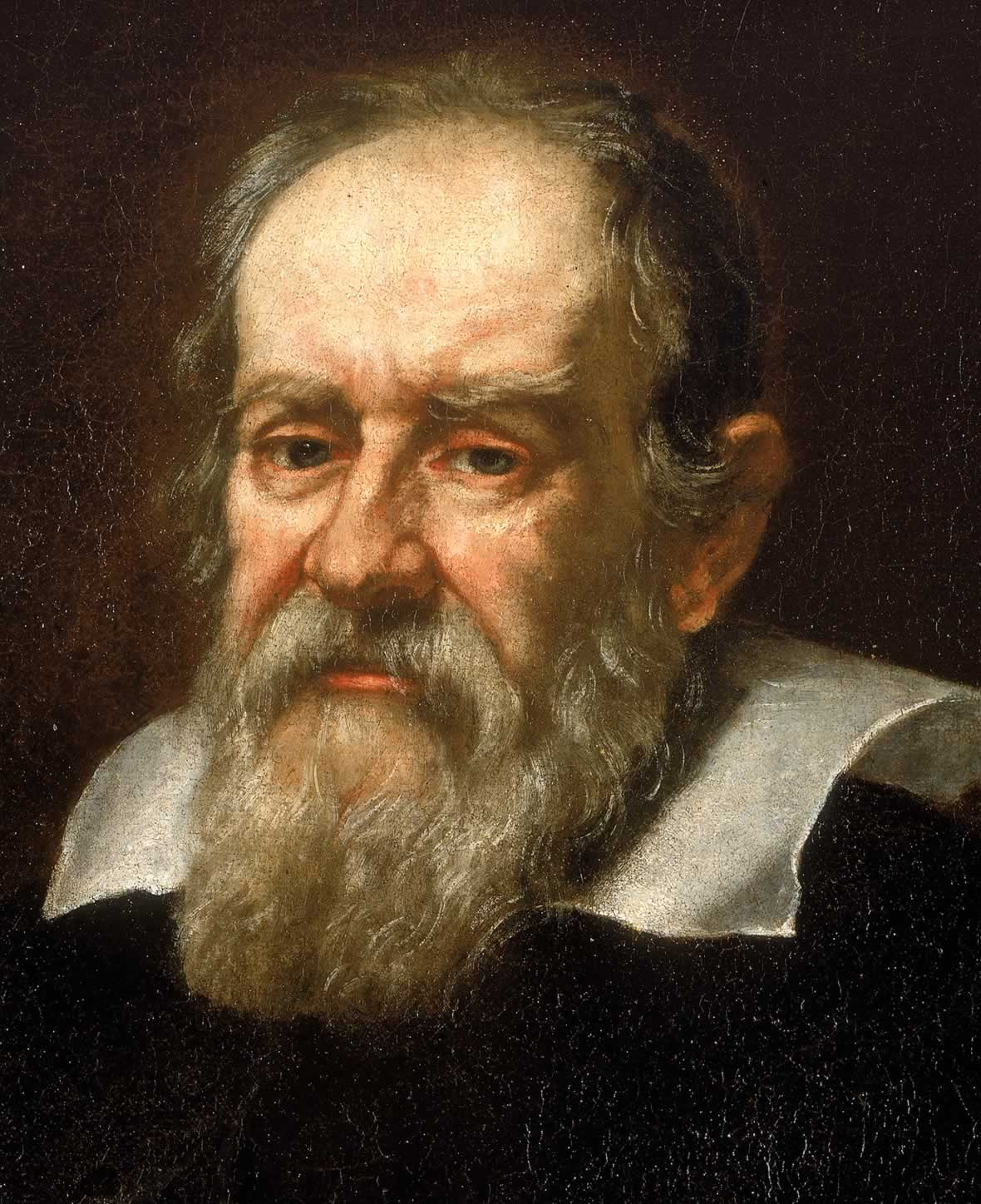
Ở thế kỷ 17 Galileo Galilei đã mạnh mẽ ủng hộ thuyết nhật tâm

Những cách giải thích về thần học này dù thực sự có xuất hiện hay không bên trong Giáo hội ở thời Galileo có thể sẽ được xác định từ đoạn văn về Cuộc điều tra khi Giáo hội tìm cách buộc tội Galileo năm 1633. Trong những lời buộc tội chính thức từ Cuộc điều tra ông không bị kết tội vi phạm mệnh lệnh của Giáo hoàng; thay vào đó, họ buộc tội ông đã tin vào "một học thuyết sai trái do nhiều người giảng dạy, nói rõ ra là Mặt Trời bất động ở trung tâm thế giới và Trái Đất chuyển động". Trong khi thẩm vấnLưu trữ ngày 23 tháng 8 năm 2011 tại Wayback Machine, Galileo đã bị đặt câu hỏi (ngày đầu tiên) ông đã nhận được những mệnh lệnh gì trong năm 1616 (rõ ràng ám chỉ tới cái mệnh lệnh được kể tới ở trên); nhưng ông cũng phải trả lời (ngày thứ tư) về những niềm tin vào hệ thống Copernicus của mình. Lời tuyên án cuối cùng hoàn toàn trùng hợp với bản cáo trạng: ông phải tự "hoài nghi mãnh liệt về sự dị giáo", nhưng không hề có lời đề cập tới sự bất tuân với một mệnh lệnh đặc biệt nào đó.
Chính Hồng y Robert Bellarmine đã coi mô hình của Galileo có "ý nghĩa tuyệt vời" trong việc làm đơn giản hoá toán học; có nghĩa là, như một "giả thuyết" (xem bên trên). Và ông nói:
"Nếu có một bằng chứng thực sự cho thấy Mặt Trời nằm ở trung tâm vũ trụ, rằng Trái Đất nằm trên mặt cầu [tầng trời] thứ ba, thì chúng ta cần rất thận trọng khi giải thích các trích đoạn trong Kinh thánh, với lời dạy trái ngược, và vì thế chúng ta nên nói rằng ta không hiểu được chúng chứ không nên tuyên bố đó là ý kiến sai lầm khi nó đã được chứng minh là đúng. Nhưng tôi không nghĩ có bất kỳ một bằng chứng nào như vậy bởi vì chưa có ai cho tôi thấy được nó." (Koestler 1959, pp. 447–448)
Vì thế ông ủng hộ lệnh cấm giảng dạy ý tưởng đó dưới bất cứ tên gọi nào mà chỉ được coi là giả thuyết. Năm 1616 ông chuyển cho Galileo một mệnh lệnh của Giáo hoàng không được "ủng hộ hay bảo vệ" ý tưởng nhật tâm. Trong những cuộc tranh luận trước khi có lệnh cấm, ông giữ lập trường ôn hoà, bởi vì nhóm Dominic muốn cấm việc giảng dạy thuyết nhật tâm ở mọi hình thức. Phiên toà xử tội dị giáo của Galileo diễn ra năm 1633, đưa ra những sự phân biệt rõ ràng giữa "giảng dạy" và "ủng hộ và bảo vệ coi đó là đúng".
Sự phản đối chính thức thuyết nhật tâm của Giáo hội không phải là sự phản đối với toàn bộ ngành thiên văn học; quả vậy, họ cần các dữ liệu quan sát thiên văn để điều chỉnh bộ lịch của mình. Để ủng hộ các nỗ lực quan sát đó, họ cho phép sử dụng chính các giáo đường làm đài quan sát thiên văn.
Năm 1664, Giáo hoàng Alexander VII đã xuất bản cuốn Index Librorum Prohibitorum Alexandri VII Pontificis Maximi jussu editus gồm toàn bộ những lời chỉ trích từ trước với các cuốn sách về hệ địa tâm. Một bản copy có chú giải cuốn Principia của Isaac Newton đã được hai linh mục le Seur và Jacquier của dòng Franciscan Minims, hai nhà toán học Cơ đốc giáo với lời nói đầu cho rằng công trình của tác giả có vẻ ủng hộ thuyết nhật tâm và không thể được giải thích nếu không có giả thuyết. Giáo hoàng Benedict XIV ngừng lệnh cấm các tác phẩm viết về hệ nhật tâm ngày 16 tháng 4 năm 1757 dựa trên công trình của Issac Newton. Giáo hoàng Pius VII đã đồng ý với nghị định năm 1822 của Giáo đoàn điều tra linh thiêng cho phép in các cuốn sách về lý thuyết nhật tâm tại Roma.

## Quan điểm của khoa học hiện đại
Sự nhận thức rằng, theo một nghĩa chặt chẽ, quan điểm nhật tâm cũng không hoàn toàn chính xác đã được từng bước hoàn thành. Rằng Mặt Trời không phải là trung tâm của vũ trụ, mà chỉ là một trong vô số những ngôi sao, đã được Giordano Bruno, một người theo chủ nghĩa thần bí tán thành; Galileo cũng có cùng quan điểm, nhưng ông hiếm khi đề cập tới vấn đề này, có lẽ vì không muốn gây gổ với nhà thờ. Trong thế kỷ 18 và 19, địa vị Mặt Trời chỉ là một trong số nhiều ngôi sao khác dần trở nên rõ rệt. Tới thế kỷ 20, thậm chí trước khi con người khám phá ra rằng có nhiều hệ ngân hà, đây không còn là một vấn đề gây tranh cãi nữa.
Thậm chí nếu cuộc tranh luận chỉ giới hạn trong Hệ Mặt Trời, Mặt Trời không nằm ở trung tâm hình học của bất cứ quỹ đạo của hành tinh nào, mà nói chính xác hơn, nó nằm ở một tiêu điểm của quỹ đạo hình elíp. Hơn nữa, khi mở rộng ra rằng khối lượng của một hành tinh không thể bị bỏ qua khi so sánh với khối lượng của Mặt Trời, tâm hấp dẫn của Hệ Mặt Trời hơi dịch chỗ ra khỏi tâm Mặt Trời. (Các khối lượng của các hành tinh, chủ yếu là Sao Mộc, bằng khoảng 0,14% so với khối lượng Mặt Trời.) Vì thế một nhà thiên văn học lý thuyết trên một ngoại hành tinh sẽ quan sát thấy hiện tượng "lắc lư".
Từ bỏ toàn bộ quan điểm "đứng yên" có liên quan tới nguyên lý tương đối. Trong khi, thừa nhận một vũ trụ không biên giới, rõ ràng rằng không có vị trí ưu tiên trong vũ trụ, cho tới khi sự thừa nhận thuyết tương đối hẹp của Albert Einstein, ít nhất sự tồn tại của một lớp ưu tiên trong các hệ quán tính tuyệt đối "đứng yên" được công nhận, đặc biệt ở hình thức các lý thuyết aether truyền ánh sáng. Một số hình thức Mach's principle coi hệ quy chiếu là đứng yên và có xem xét tới các khối lượng trong vũ trụ có các đặc tính đặc biệt.

### Thuật ngữ "địa tâm" và "nhật tâm" ngày nay
Trong cách thức tính toán hiện đại, gốc và hướng của một hệ tọa độ thường phải được lựa chọn. Vì các lý do thực tiễn, các hệ tọa độ có gốc tại trung tâm khối lượng Trái Đất, khối lượng Mặt Trời hay trung tâm khối lượng của Hệ Mặt Trời thường được sử dụng. Tính từ "địa tâm" hay "nhật tâm" có thể được sử dụng trong ngữ cảnh này. Tuy nhiên, sự lựa chọn các hệ tọa độ như vậy không hề có những liên quan triết học hay vật lý.
Fred Hoyle đã viết:
"Mối quan hệ giữa hai mô hình [địa tâm và nhật tâm] được đơn giản hóa thành một sự chuyển đổi hệ tọa độ bình thường và đó chính là nguyên tắc cơ bản lý thuyết của Einstein cho rằng bất kỳ hai cách tiếp cận nào đối với thế giới có quan hệ với nhau bởi một sự chuyển đổi hệ quy chiếu thì hoàn toàn tương tự với nhau từ quan điểm vật lý." (Hoyle, 1973, trang 78)